# 卡姆·托马斯
卡梅伦·布奇亚·托马斯（英語：Cameron Bouchea Thomas，2001年10月13日—）是美国職業篮球运动员，現效力於NBA布魯克林籃網。大学时曾效力于东南联盟的路易斯安那州立大学老虎队，并在2021赛季入选了东南联盟的最佳阵容和最佳新人阵容。

## 早年生活
卡姆·托马斯出生在日本神奈川县的横须贺市，他的母亲莱斯莉曾为美国陆军服役，也曾在駐韓美軍中担任行政专员，托马斯的姐姐香妮丝·科林斯便出生在韩国。托马斯5岁时与母亲和姐姐回到了美国弗吉尼亚州的切萨皮克，在那里他开始与母亲的高中教练学习篮球技术。

## 高中生涯
托马斯的高一是在切萨皮克的奥斯卡·F·史密斯高中度过的，但他拒绝为学校篮球队继续征战高二赛季。在奥斯卡·F·史密斯高中的一个赛季中，托马斯场均可以贡献23.7分。高三时，托马斯转学到了位于弗吉尼亚州格雷森县的橡树山学院，当时同样在这里就读的还有科尔·安东尼和科菲·考克伯恩，这使得橡树山成为了当时全美最受关注的高中球队之一。当年橡树山高中取得了31胜5负的战绩。在该赛季，托马斯场均可以得到26.2分、3.8个篮板和3.4次助攻。
2019年7月，托马斯参加了耐克青年精英篮球联赛，他在联赛中场均可以贡献29.5分，并得到了最佳进攻球员奖项。在橡树山的最后一个赛季，托马斯场均能得到31.5分、6个篮板球和3.4次助攻。他在20场比赛中有九场得到了超过30分的得分，另有两场超过40分。他也是当赛季投进最多运动战进球和罚球的球员。托马斯最后带队取得了当地冠军锦标赛的冠军，个人则荣膺最有价值球员奖项。他也藉此得到了参加乔丹经典赛的机会。
| 姓名 | 家鄉                                                            | 高中                   | 身高                 | 體重        | 承諾日        |
| --- | --------------------------------------------------------------- | ---------------------- | -------------------- | ----------- | ------------- |
| 卡姆·托马斯 SG | 弗吉尼亚州切萨皮克                                              | 橡树山学院（弗吉尼亚） | 6英尺3英寸（1.91米） | 180磅（82） | 11月 18, 2019 |
| 卡姆·托马斯 SG | 招募星级： Scout： N/A Rivals： 247Sports： ESPN： ESPN評分：93 |                        |                      |             |               |
| 總體新秀排名： Rivals：27 247Sports：25 ESPN：23 |                                                                 |                        |                      |             |               |
| - 附註：許多時候，Scout、Rivals、247Sports以及ESPN在身高體重的數據可能會不同 . - 在這種情況下選擇平均值，而ESPN grades滿分為100分。 來源： - . Rivals.com. [2020-08-03]. - . ESPN.com. [2020-08-03]. - . Rivals.com. [2020-08-03]. |                                                                 |                        |                      |             |               |

## 大学生涯
托马斯在做出选校决定前曾正式拜访过路易斯安那州立大學和加利福尼亚大学洛杉矶分校。最后，在2019年11月18日，他选择加入路易斯安那州立大學老虎队。
托马斯在2020年11月26日完成了代表老虎队的首秀，他在战胜南伊利诺伊大学爱德华兹韦尔分校的比赛中得到了27分。12月29日，托马斯在击败德州农工大学的比赛中得到了32分，这也是他大学生涯的最高得分。在2021NCAA赛季常规赛中路易斯安那州立大学取得了18胜6负的战绩，托马斯也入选了所在东南联盟的最佳阵容和最佳新人阵容。他在常规赛季的场均25分是当赛季NCAA一级联盟的第四高分，而命中194个罚球则在一级联盟排名第一。在东南联盟锦标赛中，托马斯的路易斯安那州立大学杀入了决赛，但最终不敌阿拉巴马大学。托马斯在决赛中得到18分和3个篮板球。在NCAA锦标赛中，路易斯安那州立大学先是在64强赛里击败圣文德大学，但旋即于32强赛里不敌密歇根大学而出局。托马斯在这两场比赛中分别贡献27分和30分。
2021年4月16日，托马斯决定离校参与2021年NBA选秀，并雇用经纪人。

## 职业生涯

### 布鲁克林篮网（2021年— ）
2021年7月30日，卡姆·托马斯在2021年NBA选秀中以首轮27顺位被布鲁克林篮网选中。随后他被纳入篮网队2021年NBA夏季联赛的阵容中。8月5日，托马斯与布鲁克林篮网队签约 。在夏季联赛中，托马斯凭借场均27分的表现与達維昂·米契爾共同获得了NBA夏季联赛MVP称号，并成为夏季联赛得分王和入选夏季联赛第一阵容。2021年10月19日，托马斯在NBA正赛中首次亮相，他替补出场得到2分，但最终以104-127负于对手密尔沃基雄鹿队。
卡姆·托马斯在2022年NBA夏季联赛中再次出场，7月18日，入选夏季联赛最佳阵容 。12月10日，在篮网136-133战胜步行者的比赛中，托马斯替补出场29分钟，得到职业生涯新高的33分。
2023年2月，由于球队当家球星凯文·杜兰特的受伤缺阵和凯里·欧文的申请交易，托马斯获得了更多的出场机会，4日，托马斯替补出场29分钟，砍下职业生涯新高的44分，率领球队实现23分大逆转以125-123战胜华盛顿奇才。在接下来的两场比赛中，托马斯又连续得到47分和43分，成为NBA历史上最年轻的连续3场得到40分的球员。。2月10日，他因当晚对阵芝加哥公牛的赛后采访中发表反同言论而被罚款4万美元。

## 生涯数据

### NBA

#### 常规赛
| 賽季    | 球隊 | GP | GS | MPG  | FG%  | 3P%  | FT%  | RPG | APG | SPG | BPG | PPG |
| ------- | ---- | -- | -- | ---- | ---- | ---- | ---- | --- | --- | --- | --- | --- |
| 2021–22 | BKN  | 67 | 2  | 17.6 | .433 | .270 | .829 | 2.4 | 1.2 | .5  | .1  | 8.5 |
| 生涯    | 生涯 | 67 | 2  | 17.6 | .433 | .270 | .829 | 2.4 | 1.2 | .5  | .1  | 8.5 |

#### 季后赛
| 賽季 | 球隊 | GP | GS | MPG | FG% | 3P% | FT% | RPG | APG | SPG | BPG | PPG |
| ---- | ---- | -- | -- | --- | --- | --- | --- | --- | --- | --- | --- | --- |
| 2022 | BKN  | 1  | 0  | 0.5 | —   | —   | —   | .0  | .0  | .0  | .0  | .0  |
| 生涯 | 生涯 | 1  | 0  | 0.5 | —   | —   | —   | .0  | .0  | .0  | .0  | .0  |

### 大学
| 賽季    | 球隊               | GP | GS | MPG  | FG%  | 3P%  | FT%  | RPG | APG | SPG | BPG | PPG  |
| ------- | ------------------ | -- | -- | ---- | ---- | ---- | ---- | --- | --- | --- | --- | ---- |
| 2020-21 | 路易斯安那州立大學 | 29 | 29 | 34.0 | .406 | .325 | .882 | 3.4 | 1.4 | 0.9 | 0.2 | 23.0 |

## 外部連結
- 卡梅伦·托马斯在fiba.basketball（英语）
- 卡梅伦·托马斯在NBA官網（英语）
- 卡梅伦·托马斯在NBA G聯盟官網（英语）
- 卡梅伦·托马斯在Basketball-Reference.com（NBA）（英语）
- 卡梅伦·托马斯在Basketball-Reference.com（NBA G聯盟）（英语）
- 卡梅伦·托马斯在Sports-Reference.com（NCAA）（英语）
- 卡梅伦·托马斯在ESPN（NBA）（英语）
- 卡梅伦·托马斯在Eurobasket.com（球員）（英语）
- 卡梅伦·托马斯在Proballers（英语）
- 卡梅伦·托马斯在RealGM（球員）（英语）